# Муртиньо Брага, Нило
Нило Муртиньо Брага (порт. Nilo Murtinho Braga; 3 апреля 1903, Рио-де-Жанейро — 7 февраля 1975, Рио-де-Жанейро) — бразильский футболист, нападающий.

## Биография
Нило начал свою карьеру в клубе «Америка Натал» в 1918 году. В следующем году он присоединяется к клубу «Ботафого», карьера в котором была отмечена как наградами, так и скандалами. Он заинтересовался «Ботафого» ещё в 1912 году, так как у его дяди Олдемара Муртиньо была привычка отвозить племянника на улицу Сан-Клементи, хотя он уже играл за молодёжную команду «Флуминенсе» в 1916. С 1919 по 1921 он играл и тренировался в первой и резервной команде «Ботафого», там он повзрослел и стал проявлять характер. Как результат, в 1921 году он из-за разногласий с тренерским штабом занял принципиальную (а в то время очень редкую) позицию и заставил оформить трансфер в клуб 1 дивизиона чемпионата штата Рио-де-Жанейро — «Спорт клуб Бразил». Нило мог пойти в любую другую команду чемпионата Рио, но не хотел играть против команды, за которую болел с детства. В 1923 году он возвратился в «Ботафого» и играл там до августа, став параллельно лучшим снайпером клуба в чемпионате Рио. Также вызывался в сборную Бразилии на чемпионат Южной Америки, Нило там провёл все три матча и занял с командой 3 место. Затем возвратился в «Бразил» и играл там до августа.
В 1924 году, после ухода своего дяди, он присоединился к «Флуминенсе», с которым выиграл чемпионат Рио, став лучшим снайпером. В 1927 году он возвратился в «Ботафого», за этот год он забил 30 из 67 голов своей команды в чемпионате Рио, во второй раз в карьере став лучшим снайпером, именно он забил 4 из 9 голов своей команды в матче против «Фламенго», до сих пор остающимся самым крупным счётом между командами.
Нило являлся частью одной из лучших команд, которые были в истории «Ботафого», они выигрывали чемпионат 5 раз, включая 4 чемпионства подряд (с 1930 по 1934), за эти 4 года он забил 69 голов, став лучшим бомбардиром клуба в 1932 и 1934 и лучшим снайпером чемпионата 1933 с 19 голами. Он также принял участие в первом чемпионате мира по футболу, сыграв один матч (с Югославией) 14 июля. В отборочных же играх он сыграл 19 матчей, забив в них 11 мячей. Нило закончил карьеру 16 мая 1938 года, в матче, в котором «Ботафого» сыграл вничью с клубом «Оларией».
За все годы он забил за «Ботафого» 190 голов в 201 матче, что является 5 результатом в истории клуба, но с лучшим средним показателем голов за матч — 0,94.

## Награды
- Чемпион штата Рио-де-Жанейро (6): 1924, 1930, 1932, 1933, 1934, 1935
- Обладатель Кубка Рио-Бранко (1): 1931
- Лучший бомбардир штата Рио-де-Жанейро (3): 1924, 1927, 1933